# رده طاها
رده‌طاها، روستایی از توابع بخش مرکزی شهرستان آبادان در استان خوزستان ایران است.

## جمعیت
این روستا در دهستان شلاهی قرار دارد و براساس سرشماری مرکز آمار ایران در سال ۱۳۹۵، جمعیت آن ۵۵۷ نفر (۱۷۱ خانوار) بوده‌است.